# 고쿠라현

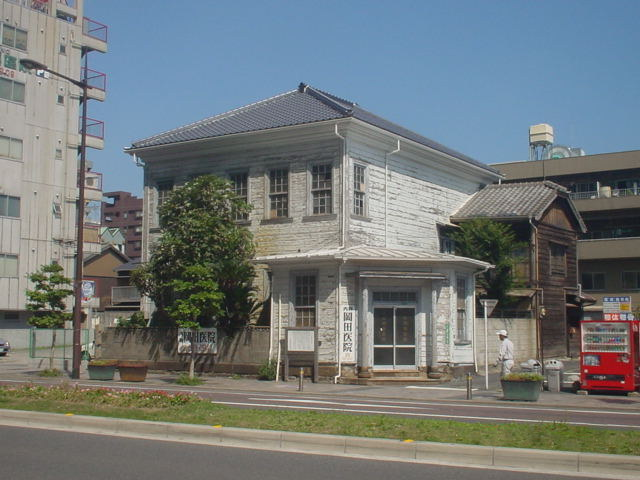
구 고쿠라현 청사 (2005년 9월)

고쿠라현(小倉県 고쿠라켄[*])은 1871년부터 1876년에 걸쳐 부젠국을 관할하기 위해 설치된 현이다. 현재 일본 후쿠오카현 동부와 오이타현 북부에 해당한다.
고쿠라현청이었던 건물의 일부가 기타큐슈시 고쿠라키타구에 남아 있다. 리버워크 기타큐슈 맞은편에 있다.

## 같이 보기
- 도도부현